# Ханна Бучинска-Гаревич
Ханна Бучинска-Гаревич (на полски: Hanna Buczyńska-Garewicz, р. 26 ноември 1932 г., Прушков) e полска философка. Авторка е на книги върху творчеството и идеите на Чарлс Пърс и Уилям Джеймс.

## Биография
Завършва философия във Варшавския университет (1955), където през 1963 г. защитава докторска дисертация на тема „Философията на езика на Ернст Касирер“, а от 1963 до 1970 г. преподава в Института по философия там. Хабилитира се през 1970 г. От 1970 г. до 1984 г. работи като доцент в Института по философия и социология на Полската академия на науките. През февруари 1978 г. става член на нелегалното Дружество за академични курсове. През 1982 г. емигрира в САЩ, а от 1984 г. е професор в Колежа на Светия кръст в Устър, Масачузетс.
Неин съпруг е философът Ян Гаревич (1921 – 2002).